# ام‌اس‌ان‌بی‌سی

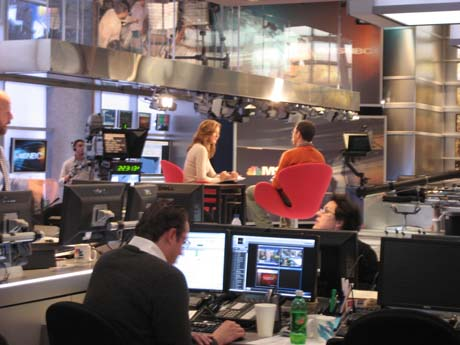

ام‌اس‌ان‌بی‌سی رسانهٔ خبری ۲۴ ساعته در آمریکا و کانادا‌ و این نام ترکیبی از دو نام مایکروسافت نت‌ورک  و ان‌بی‌سی است.
دو شرکت مایکروسافت و جنرال الکتریک (GE) سرمایه‌گذار اصلی MSNBC هستند.